# Герб Алупки
Герб Алупки затверджений на засіданні міської ради Алупки 28 грудня 2011.

## Опис Герба
У синьому полі срібна підковоподібна прикрашена ажурною різьбою арка Південного фасаду Воронцовського палацу, усередині якої розташована золота антична трієра із срібним вітрилом і вимпелом на щоглі. Зверху арка супроводжується золотим полуденним сонцем з 24-ма хвилястими променями, всередині якого розміщений червоний бутон троянди з трьома зеленими листочками. У червоному шиповидному полі, завершеному нитчястою срібною окантовкою, один проти одного стоять на варті срібні леви, які спираються правою лапою на срібну кулю.
Щит розташований в срібному еклектичному картуші, увінчаний срібною стилізованої міською тризубцевою короною і прикрашений знизу синьою стрічкою з назвою міста.

## Символіка Герба
Срібна арка Південного фасаду Воронцовського палацу, побудованого за проектом англійського архітектора Едуарда Блора, нагадує про видатного державного діяча, генерал-губернатора Новоросії М. С. Воронцова, який вніс неоціненний вклад в освоєння Кримського півострова, зусиллями і на кошти якого був побудований цей прекрасний палац, своєрідний символ сучасної Алупки.
В основі герба два леви, передньою лапою спираються на кулю — так звані сторожові леви — охороняють місто і доповнюють основну символіку герба. Антична трієра символізує древню історію навколишніх земель, а разом із сонцем і хвилями символізує приморське місто-курорт. Бутон троянди, який ще не розпустився, на тлі сонячного диску нагадує про перший в Європі санаторій для дітей, відкритий в Алупці в 1902 році професором А. А. Бобровим, який носить нині його ім'я.
Червоний колір символізує мужність, історичний зв'язок часів, працю і свято, синій — красу і велич, синє море і блакитне небо однієї з найяскравіших перлин Південного берегу Криму — міста Алупки.